# Vojdan Stojanovski
Vojdan Stojanovski (mazedonisch Војдан Стојановски; * 9. Dezember 1987 in Skopje, SR Mazedonien) ist ein mazedonischer Basketballspieler. Stojanovski gewann mit seinen Vereinen bislang die Pokalwettbewerbe 2009 in Mazedonien sowie den Beko BBL-Pokal 2014 in Deutschland. Zudem gewann er 2011 die mazedonische Meisterschaft und 2012 die ukrainische Meisterschaft sowie mit KK Feni Industries 2011 die supranationale Balkan International Basketball League. Zusammen mit unter anderem seinem Zwillingsbruder Damjan Stojanovski verpasste er mit der mazedonischen Nationalmannschaft bei der EM-Endrunde 2011 auf dem vierten Platz nur knappe eine Medaille. Nach anderthalb Saisons beim deutschen Erstligisten Alba Berlin in der Basketball-Bundesliga spielte Stojanovski ab 2015 in der spanischen Liga ACB zunächst beim Aufsteiger BC Andorra, dann beim CDB Sevilla. Anschließend wechselte er in die Türkei zu Büyükçekmece Basketbol. Für die Saison 2018/19 wurde Stojanovski wieder in Deutschland unter Vertrag genommen, diesmal von den EWE Baskets Oldenburg.

## Karriere
Seine ersten Spiele in Seniorenmannschaften absolvierte Vojdan Stojanovski zusammen mit seinem Bruder Damjan in seiner Heimatstadt ab 2005 beim KK Vardar. Bereits im Dezember 2006 verließ Vojdan den Verein, bevor dieser den mazedonischen Pokalwettbewerb 2007 gewann, und ging zum Ligakonkurrenten KK AMAK SP aus Ohrid, wo er gemeinsam mit Damjan 2009 schließlich auch den Pokalwettbewerb gewinnen konnte. Anschließend waren beide gemeinsam im Endrundenkader der Herren-Nationalmannschaft bei der Europameisterschaft 2009 vertreten, für die sich die mazedonische Auswahl erstmals nach zehn Jahren wieder qualifizierte und nach Erreichen der Zwischenrunde und einem Sieg über Deutschland einen guten neunten Platz belegte.
2009 trennten sich die Wege der Zwillingsbrüder und Vojdan Stojanovski ging ins serbische Nachbarland zu KK Napredak aus Kruševac in die Košarkaška liga Srbije. Gegenüber dem Vorjahr, als die Mannschaft nur knapp die Finalrunde der serbischen Meisterschaft verpasst hatte, verschlechterte sich man jedoch deutlich und erreichte nach der Vorrunde mit negativer Saisonbilanz den neunten Platz. Vojdan kehrte anschließend zunächst nach Mazedonien zurück und spielte für den nationalen Double-Gewinner KK Feni Industries aus Kavadarci, wo bereits sein älterer Bruder Ognen spielte. Gemeinsam verteidigte man den nationalen Meisterschaftstitel und konnte als erste mazedonische Mannschaft die Balkan International Basketball League (BIBL) bei ihrer dritten Austragung gewinnen. Nach zwei Halbfinalniederlagen in den Austragungen zuvor gewann man das Finalspiel beim Final-Four-Turnier in eigener Halle gegen den Premierensieger Rilski Sportist Samokow.
Gekrönt wurde die erfolgreiche Saison, als Vojdan zusammen mit Damjan Stojanovski bei der EM-Endrunde 2011 mit der mazedonischen Nationalmannschaft den bislang größten Erfolg für die mazedonische Auswahl feiern konnte. Angeführt vom naturalisierten Bo McCalebb und dem späteren NBA-Profi Pero Antić erreichte die Auswahl beinahe sensationell das Halbfinale und schlug dabei im Viertelfinale den Gastgeber und Medaillenkandidaten Litauen, wobei Vojdan Stojanovski in diesem Spiel mit fünf erfolgreichen Würfen von jenseits der Dreipunktelinie und makelloser Quote einen wesentlichen Anteil am Favoritensturz hatte. Nach zwei Niederlagen gegen Titelverteidiger Spanien und Russland verpasste man auf dem vierten Platz jedoch die erhoffte Medaille.
In der Saison 2011/12 spielte Vojdan Stojanovski zunächst für BK Mawpy aus Tscherkassy in der Basketball Superliga Ukraine. Zum Jahreswechsel wechselte er zum Ligakonkurrenten BK Donezk, mit dem er unter dem serbischen Trainer Saša Obradović die ukrainische Meisterschaft gewann und im Eurocup 2011/12 bis in die K.-o.-Spiele im Viertelfinale einzog. Nachdem unter anderem Trainer Obradović den Verein verlassen hatte, konnte man in der Saison 2012/13 an diese Erfolge nicht mehr anschließen und schied im Eurocup 2012/13 bereits nach der Vorrunde aus und auch in der ukrainischen Meisterschaft schied man als Titelverteidiger bereits in der ersten Play-off-Runde aus. Auch mit der mazedonischen Nationalmannschaft war Vojdan Stojanovski diesmal nicht erfolgreicher und so schied man bei der EM-Endrunde 2013 bereits nach der Turnier-Vorrunde aus. Für die Saison 2013/14 holte sein früherer Trainer Obradović Stojanovski zum deutschen Erstligisten Alba Berlin in die Basketball-Bundesliga. Im erweiterten Eurocup 2013/14 erreichte man erneut das Viertelfinale, das gegen den Valencia Basket Club verloren ging. Im nationalen Beko BBL-Pokal 2014 konnten die Berliner dagegen in einer Neuauflage des Vorjahresfinales den Gastgeber ratiopharm Ulm bezwingen und ihren Titelerfolg aus dem Vorjahr verteidigen. Nach der Vizemeisterschaft mit Alba 2014 bekam Stojanovski kurz vor Saisonbeginn noch einmal eine Vertragsverlängerung, doch Ende Januar 2015 beschoss man die Auflösung des Vertrages und er wechselte zum BC River MoraBanc nach Andorra, der als Aufsteiger in der höchsten spanischen Spielklasse Liga ACB spielt.